# Ruy Carlos Vieira Berbert
Ruy Carlos Vieira Berbert (Regente Feijó, 16 de dezembro de 1947 — Natividade, 2 de janeiro de 1972) foi um estudante de Letras da Universidade de São Paulo, USP, e militante do Movimento de Libertação Popular (Molipo), uma dissidência da Ação Libertadora Nacional (ALN), durante a Ditadura Militar Brasileira, que aconteceu entre 1964 e 1985. Ruy Carlos foi detido em 31 de dezembro de 1971 na cidade de Natividade, que hoje pertence à Tocantins, pela Polícia Militar do Estado de Goiás na Operação Ilha e foi morto dois dias depois na Delegacia Especial de Polícia de Natividade ou Cadeia Pública de Natividade. Ainda é considerado desaparecido porque seus restos mortais não foram encontrados. Sua prisão e morte são objeto de investigação da Comissão nacional da Verdade.

## Biografia
Ruy Carlos Vieira Berbert nasceu em 16 de dezembro de 1947 na cidade de Regente Feijó, localizada no interior do estado de São Paulo. Filho de Ottília Vieira Berbert e Ruy Thales Jaccoud Berbert, Ruy Carlos cresceu na cidade natal. Também teve uma irmã, Regina Vieira Berbert.
Foi em Presidente Prudente, cidade do interior paulista, que terminou o ensino médio, a época curso clássico. Ao fim desse período, veio para a cidade de São Paulo para ingressar nos estudos universitários. Cursou Letras na Universidade de São Paulo.
Entre 1968 e 1969, Ruy Carlos foi professor no curso preparatório para vestibulares Santa Inês. Ministrava aulas de redação e gramática.
Além de estudar e das aulas, Ruy também se tornou militante, participando do Grêmio da Universidade. Dentro da entidade estudantil, era responsável pelas funções de Agitação e Propaganda ao lado de Luiz Dagobert de Aguirra Roncari.
Participou da Batalha da Maria Antônia, em 2 de outubro de 1968, episódio em que alunos da Faculdade Mackenzie ligados à movimentos anticomunistas atacaram alunos da Universidade de São Paulo ligados a União Estadual dos Estudantes (UEE).
No dia 12 daquele mesmo mês, Ruy e mais 720 estudantes, aproximadamente, foram presos na cidade de Ibiúna no 30° Congresso da União Nacional dos Estudantes (UNE).
Em 1969, Ruy Carlos fez parte do sequestro do avião Varig, que ia para Buenos Aires e foi desviado para Cuba em 4 de novembro. Neste país, participou de treinamentos de guerrilha. Seu codinome era Joaquim.
De volta ao Brasil em 1971 e integrando o Movimento de Libertação Popular, Ruy foi alvo da Operação Ilha, cujo objetivo era por fim a grupos militantes ligados a Ação Libertadora Nacional, considerados como terroristas pela ditadura.
Foi detido em 31 de dezembro de 1971 pela Polícia Militar do Estado de Goiás em Natividade, hoje território de Tocantins, e levado à Delegacia Especial de Polícia de Natividade ou à Cadeia Pública de Natividade.
Foi morto na madrugada do dia 2 de dezembro de 1972 pela ditadura. Ruy foi um dos 41 alunos da USP que foram mortos pelo regime militar entre 1970 e 1975.
Ruy Carlos Berbert foi condenado à revelia a 21 anos de reclusão em 27 de julho de 1972 pelo sequestro do avião Varig mesmo depois de morto.

## Circunstâncias de desaparecimento e morte
Ruy Berbert foi detido em Natividade a data de 31 de dezembro de 1971 e levado à delegacia da cidade com uma identidade falsa cujo nome era João Silvino Lopes. Foi detido pelo delegado Pedro Soares Lopes, o sargento da Polícia Militar Oswaldo de Jesus e o cabo Roque Fraga Amorim.
De acordo com os relatórios feitos por Pedro Soares Lopes a época da detenção, a polícia já acreditava que os documentos portados por Ruy eram falsos. Ainda segundo os relatórios, foram apreendidos também revólver, balas, canivete e uma granada.
Ruy foi encontrado morto em sua cela na madrugada de 2 de janeiro de 1972.
Para averiguar a causa da morte, foram designados ao caso Paulo Celso Braga, do Departamento de Polícia Federal, e Eurípedes Ferreira Rios, que era Capitão da Polícia Militar e chefe do Serviço Estadual de Informações. Segundo os relatórios elaborados pelos policiais, Ruy, identificado como João Silvino, teria amarrado na trave do prédio da prisão, que estava a uma altura de mais de 12 metros do chão, a corda da rede em que dormia e, posteriormente, se enforcado.
Em relação ao laudo do exame cadavérico de João Silvino existem duas versões dadas pela polícia. O delegado Pedro Soares Lopes afirmou que o laudo teria sido feito pelos enfermeiros maria Lima Lopes e Carmindo Moreira Granja devido a falta de médicos na cidade. Já Paulo Celso Braga, com o relatório da Polícia Federal, afirmou que a autópsia foi realizada por um farmacêutico porque o médico Colemar Rodrigues Cerqueira se recusou a realizar o exame.
Consta no documento oferecido pela Polícia Federal que o corpo de Ruy pendurado na corda foi visto por Antônio Batista Borges, morador da cidade, por volta das 2 horas e 30 minutos do dia 2 de fevereiro.
Não houve nenhuma informação sobre o paradeiro de Ruy Carlos até 28 de janeiro de 1979, quando o general Adyr Fiúza de Castro, em entrevista ao jornalista Antônio Henrique Lago para a Folha de S.Paulo, confirmou sua morte junto a mais 11 desaparecidos na época.

### Investigação
Em junho de 1991, o ex-militante da ALN Hamilton Pereira encontrou o atestado de óbito de João Silvino Lopes à Comissão de Investigação das Ossadas de Perus, acreditando que João poderia ser uma das vítimas enterradas.
Já em janeiro de 1992, a Comissão de Familiares de Mortos e Desaparecidos Políticos obteve acesso a uma relação de nome chamada "Retorno de Exilados", encomendada pelo delegado Romeu Tuma. O nome de Ruy Berbert consta nos arquivos com as informações de que foi preso em Natividade e cometeu suicídio na cadeia da cidade a data de 2 de janeiro de 1972.
Além disso, foi encontrado um arquivo secreto com seu nome no Paraná, onde haviam dados sobre os "17 falecidos".
A partir dessas descobertas e de depoimentos de testemunhas oculares recolhidos pela Comissão de Mortos e Desaparecidos Políticos, concluiu-se que João Silvino Lopes na verdade era Ruy Berbert.
Com a descoberta o pai de Ruy Carlos, Ruy Thales Jaccoud Berbert, entrou com um pedido de retificação do atestado de óbito, mudando o nome de João Silvino Lopes para Ruy Carlos Vieira Berbert. O pedido foi aceito pela juíza de Direito da Comarca de Natividade, sarita Von Roeder Michels.
Os restos mortais de Ruy ainda não foram encontrados e, por isso, ele segue sendo considerado desaparecido.
Em 2012, com a Lei de Acesso a Informação, a Folha de S.Paulo teve acesso às fotos do corpo de Ruy. Foi o primeiro morto pela ditadura a ter suas fotos reveladas. A partir dessas fotografias, sua família entrou com uma ação para retificar o atestado de óbito mudando a causa de sua morte de suicídio para asfixiamento mecânico causado pela tortura.
A Comissão Nacional da Verdade pede que a investigação para encontrar os restos mortais de Ruy Carlos, assim como para punir seus torturadores e assassinos, continue.

## Homenagens
Mais de 20 anos depois da morte de Ruy Carlos Berbert, em 19 de maio de 1993, sua família fez um funeral, depositando uma urna funerária com seus pertences no jazigo da família em Jales.
Foi decretado feriado municipal naquela data e o cortejo com os pertences de Ruy passou pela cidade, que estava mobilizada para assistir.
Na década de 2000, foi inaugurada uma escola municipal no bairro Brasil Novo, em Presidente Prudente (SP), nomeada em homenagem a Ruy Carlos. No entanto, o nome oficial da escola foi registrado como "Rui Carlos Vieira Berbert".